# Oechelhausen
Oechelhausen is een plaats in de Duitse gemeente Hilchenbach, deelstaat Noordrijn-Westfalen, en telt 72 inwoners (2006).